# Santa Maria de Jetibá
Santa María de Jetibá es un municipio en el estado brasileño de Espírito Santo. Su población en 2010 era de 34 178 habitantes.